# Hartwig Bohne
Hartwig Bohne (* 20. September 1976 in Herford) ist ein deutscher Professor für Internationales Hotelmanagement an der Fachhochschule Dresden School of Management.

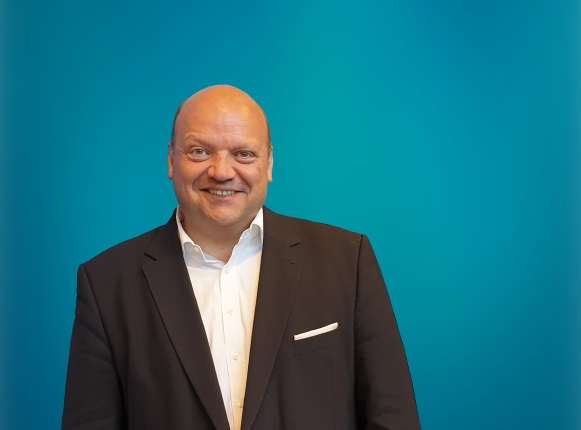
Prof. Dr. Hartwig Bohne

## Leben
Als dritter Sohn der Eheleute Christa Bohne geb. Held und Rudolf Bohne sen. wuchs er in Löhne und Bremen auf. Dort absolvierte er 1996 sein Abitur am Hermann-Böse-Gymnasium. Im August 1996 begann Bohne in Dresden eine duale Ausbildung zum Hotelfachmann im Taschenbergpalais. Im Jahr 1998 belegte er den ersten Platz beim Nachwuchswettbewerb des gastronomischen Fachverbandes Verband der Servicefachkräfte, Restaurant- und Hotelmeister (VSR), dem Ernst-Lößnitzer-Pokal.
Im Oktober 1999 nahm er ein Studium der Betriebswirtschaftslehre mit den Schwerpunkten Tourismus, Politik und Internationale Unternehmensführung an der Universität Trier auf.
Im Anschluss an sein Studium begann er 2004 seine Tätigkeit als Referent für die Bereiche Marketing und Fachkräfteentwicklung im Hotelverband Deutschland (IHA) in Berlin. Zudem initiierte er den ersten Fachstudienführer für Studiengänge im Bereich Hotelmanagement, der erstmals 2008 herausgegeben wurde.
2008 wurde Bohne Abteilungsleiter im Personalbereich der Kempinski AG. In dieser Zeit entwickelte er u. a. auch das erste Hochschulstipendiensystem für eine Luxushotelkette.
2018 wurde er zum Dr. phil. bei Andreas Kagermeier an der Universität Trier promoviert.
Seit April 2018 lehrt er Internationales Hotelmanagement an der Dresden School of Management, einer Fakultät der Fachhochschule SRH Hochschule Berlin. Dort übernahm Bohne die Leitung der internationalen Hospitality-Studiengänge (Bachelor und Master) und des dualen Hotelmanagementstudienganges. Außerdem initiierte er im Sommer 2019 die Gründung des internationalen Forschungsinstituts Institute of Global Hospitality Research, welchem er als Geschäftsführender Direktor seither vorsteht.

## Europäische Teekultur / European Tea Cultures
Prof. Bohne begründete das Forschungs- und Lehrgebiet „Tea Cultures of Europe“ und gründete dazu im Februar 2021 den „European Tea Culture Research Circle“, u. a. mit Vertretern aus den Niederlanden, Slowenien, Großbritannien, Schweden und Frankreich. Im Januar 2024 erfolgte die Gründung des European Tea Culture Institute mit Sitz in Berlin. Außerdem wurde im Mai 2024 das Fachbuch „Tea Cultures of Europe:Heritage and Hospitality“ vorgestellt. Prof. Bohne ist weltweit als Redner und Lehrender zu diesem Fachgebiet engagiert.

## Publikationen (Auswahl)
Eigene Werke
- Arbeitswelt Hotellerie – Erfolgreiche Fachkräftegewinnung, kooperative Führungskultur und nachhaltige Personalentwicklung. Erich Schmidt Verlag, Berlin 2023, ISBN 978-3-503-21190-6.
- Interdependenzen und Erfolgsfaktoren von Kooperationsmodellen zwischen Hochschulen und Hotelketten in Deutschland. Wirkungsanalysen und Handlungsempfehlungen. Trier 2018 (= Dissertation), (Online).
- Kooperationsorientiertes Personalmanagement für die Hotellerie. Praxisnahe Bildungspartner einbinden, Branchennachwuchs stärken, Existenz sichern. De Gruyter, Oldenbourg 2019, ISBN 978-3-11-062220-1.
- Tea Cultures of Europe: Heritage and Hospitality, De Gruyter, Boston/München 2024, ISBN 978-3-11-075842-9.

Beiträge
- Contemporary European tea house concepts. In H. Bohne (Hrsg.): Tea Cultures of Europe: Heritage and Hospitality – Arts & Venues I Teaware & Samovars I Culinary & Ceremonies. De Gruyter, ISBN 978-3-11-075842-9.
- Cooperative Hotel HR Management. In D. Buhalis (Hrsg.), Encyclopedia of tourism management and marketing. Edward Elgar Publishing, S. 625–628, ISBN 978-1-80037-747-9
- Cultural heritage and tourism: Friesland tea. In L. Jolliffe (Hrsg.), Routledge Handbook of Tea Tourism. Routledge 2022, ISBN 978-1-032-05324-0.
- European views on tea. In H. Bohne (Hrsg.). Tea Cultures of Europe: Heritage and Hospitality – Arts & Venues I Teaware & Samovars I Culinary & Ceremonies. De Gruyter ISBN 978-3-11-075842-9.
- Exploring Thea sinensis – sorts, origin and history. In H. Bohne (Hrsg.). Tea Cultures of Europe: Heritage and Hospitality – Arts & Venues I Teaware & Samovars I Culinary & Ceremonies. De Gruyter ISBN 978-3-11-075842-9.
- Praxisorientiertes Qualitätsmanagement in der Hotellerie. In: Marco A. Gardini (Hrsg.): Handbuch Hospitality Management. Managementkonzepte – Wettbewerbskontext – Unternehmenspraxis. Matthaes Verlag, Stuttgart 2008, ISBN 978-3-87515-507-5, S. 431–454.
- mit Markus Luthe: Aus Theorie und Praxis – Lebendige Ansätze für nachhaltige Mitarbeitergewinnung der europäischen Hotellerie. In: Marco A. Gardini, Armin A. Brysch (Hrsg.): Personalmanagement im Tourismus: Erfolgsfaktoren erkennen – Wettbewerbsvorteile sichern. Erich Schmidt Verlag, Berlin 2013, S. 91–102, ISBN 978-3-503-15477-7.
- Herbata! Polish tea culture and traditions. In H. Bohne (Hrsg.). Tea Cultures of Europe: Heritage and Hospitality – Arts & Venues I Teaware & Samovars I Culinary & Ceremonies. De Gruyter ISBN 978-3-11-075842-9.
- Hospitalitea in Europe: Tea culture and hospitality heritage. In H. Bohne (Hrsg.). Tea Cultures of Europe: Heritage and Hospitality – Arts & Venues I Teaware & Samovars I Culinary & Ceremonies. De Gruyter ISBN 978-3-11-075842-9.
- Hospitality in harmony: mergers of tea and chocolate. In H. Bohne (Hrsg.): Tea Cultures of Europe: Heritage and Hospitality – Arts & Venues I Teaware & Samovars I Culinary & Ceremonies. De Gruyter, München/Boston 2024, ISBN 978-3-11-075842-9.
- Hotel HR Strategies. In D. Buhalis (Hrsg.), Encyclopedia of tourism management and marketing. Edward Elgar Publishing, S. 595–598, ISBN 978-1-80037-747-9.
- Internal Branding. In: D. Buhalis (Hrsg.), Encyclopedia of tourism management and marketing. Edward Elgar Publishing, S. 749–751, ISBN 978-1-80037-747-9.
- Keys to Success: Connective Structures for Educational Innovations in the Hotel Industry. In M. A. Gardini & M. C. Ottenbacher & M. Schuckert (Hrsg.): The Routledge Companion to International Hospitality Management. Routledge, ISBN 978-0-367-56761-3.
- Maßnahmen zur Attraktivitätssteigerung der Hotellerie als Wunscharbeitgeber. In H. Bohne (Hrsg.). Arbeitswelt Hotellerie – Erfolgreiche Fachkräftegewinnung, kooperative Führungskultur und nachhaltige Personalentwicklung. Erich Schmidt Verlag, S. 325–330 ISBN 978-3-503-21190-6.
- Innovative Netzwerke für erfolgreiche Personalarbeit in der Hotellerie: Kooperationen zwischen Hotelketten und Hochschulen. In: Tobias Ehlen, Knut Scherhag (Hrsg.): Aktuelle Herausforderungen in der Hotellerie. Innovationen und Trends (= Schriften zu Tourismus und Freizeit. Band 22), Erich Schmidt Verlag, Berlin 2018, ISBN 978-3-503-17620-5, S. 283–300.
- Tea ceremonies. In D. Buhalis (Hrsg.), Encyclopedia of tourism management and marketing. Edward Elgar Publishing, S. 331–335, ISBN 978-1-80037-747-9.
- Tea consumption heritage. In D. Buhalis (Hrsg.), Encyclopedia of tourism management and marketing. Edward Elgar Publishing, S. 335–337, ISBN 978-1-80037-747-9
- Tea culture and cultivation in Germany. In H. Bohne (Hrsg.). Tea Cultures of Europe: Heritage and Hospitality – Arts & Venues I Teaware & Samovars I Culinary & Ceremonies. De Gruyter ISBN 978-3-11-075842-9.
- Tea on stand: Samovars and spirit kettles. In H. Bohne (Hrsg.). Tea Cultures of Europe: Heritage and Hospitality – Arts & Venues I Teaware & Samovars I Culinary & Ceremonies. De Gruyter ISBN 978-3-11-075842-9.
- Tea venues in Europe. In H. Bohne (Hrsg.). Tea Cultures of Europe: Heritage and Hospitality – Arts & Venues I Teaware & Samovars I Culinary & Ceremonies. De Gruyter, München/Bosten, ISBN 978-3-11-075842-9
- Trading and traditions – The British and Tea. In H. Bohne (Hrsg.). ISBN 978-3-11-075842-9.
- Tea Cultures of Europe: Heritage and Hospitality – Arts & Venues I Teaware & Samovars I Culinary & Ceremonies De Gruyter ISBN 978-3-11-075842-9.